# Spatuloricaria caquetae
Spatuloricaria caquetae är en fiskart som först beskrevs av Fowler, 1943.  Spatuloricaria caquetae ingår i släktet Spatuloricaria och familjen Loricariidae. Inga underarter finns listade i Catalogue of Life.